# Gornja Mezopotamija
Gornja Mezopotamija (arabsko الجزيرة, al-Džazira, slovensko otok)  je ime  višavja in velike izprane ravnine v severozahodnem Iraku, severovzhodni Siriji in jugovzhodni Turčiji na severnem Bližnjem vzhodu.  Regija je že od zgodnjih muslimanskih osvajanj sredi 7. stoletja znana po tradicionalnem arabskem imenu al-Džazira in njegovi sirski različici Gāzartā ali Gozarto (ܓܙܪܬܐ). Reki Evfrat in Tigris sta pretvorila Mezopotamijo v nekakšen otok, saj sta njuna izvira v vzhodni Turčiji zelo blizu, v kraju Shatt al-Arab v guvernatu Basra v Iraku pa se združita.
Regija obsega ozemlje južno od gora Anatolije, vzhodno od gričev na levem bregu reke Evfrat, zahodno od gora na desnem bregu reke Tigris in ravnico Sindžar. Ob Tigrisu se razteza navzdol do Samare in po Evfratu do Hita. Po Gornji Mezopotamiji teče več kot 400 km dolga reka Habur, ki izvira na severu v Turčiji in se iziva v Evfrat.
Največja mesta v Gornji Mezopotamiji so Mosul, Deir ez-Zor, Raka, Hasaka, Diyarbakır in Kamišli. Zahodni (sirski) del Gornje Mezopotamije se skoraj popolnoma ujema s sirskim guvernatom al-Hasaka in se šteje za žitnico Sirije. Vzhodni (iraški) del regije obsega guvernat Ninive in nekaj malega sosednjega ozemlja. Na severnem (turškem) delu regije sta turški provinci Şanlıurfa in Mardin in del province Diyarbakır.

## Geografija
Ime al-Džazira je v rabi že od 7. stoletja in v arabskih virih označuje severni del Mezopotamije, ki skupaj s Sawādom tvori al-‘arāq (Irak). Ime pomeni "otok" in se je nekoč nanašalo na ozemlje med Evfratom in Tigrisom, ki se v sirščini imenuje Beth Nahrain (ܒܝܬ ܢܗܪ̈ܝܢ). Zgodovinsko bi ime lahko omejili na planoto Sindžar, ki se razteza od gorovja Sindžar in zajema celotno planoto vzhodno od obalnih gorskih grebenov. V predabasidskem obdobju sta se vzhodna in zahodna meja regije spreminjali. Na zahodu je v regijo občasno spadalo tudi ozemlje  sedanje severne Sirije in na vzhodu Adiabena. 
Gornja Mezopotamija je delno izprana delno naplavna ravnina, precej drugačna od Sirske puščave in niže ležeče osrednje Mezopotamije. V pokrajini so tudi erodirani hribi in globoko vrezani potoki. Regija ima več delov. Na severozahodu je Sabkhat al-Jabbul, ena največjih slanih ravnin na svetu. Južno od Mosula in skoraj do Basre je peščena puščava, ki se razlikuje od puščave Rub' al Khali (Prazna četrt) v južni Arabiji. V poznem 20. in zgodnjem 21. stoletju Gornjo Mezopotamijo pestijo suše.

## Zgodovina

### Prazgodovina
Al-Jazira je arheološko izredno pomembna. Na njenem ozemlju so odkrili  najzgodnejše znake kmetovanja in udomačevanja živali. V Gornjo Mezopotamijo spada tudi gora Karaca Dağ na jugu Turčije, kjer še vedno samoniklo raste najbližji  sorodnik sodobne pšenice. Nekaj krajev, med njimi Hallan Çemi, Abu Hureyra in  Mureybet, so bili neprekinjeno naseljeni od lovsko-nabiralniškega načina življenja do gospodarstva, ki je temeljilo predvsem na gojenju še vedno divjih sort pšenice, ječmena in stročnic okoli 9000 pr. n. št. V naslednjih nekaj generacijah je sledila udomačitev koz in ovac, ki se več kot tisočletje ni razširila. Tkanje in lončarstvo sta se začela približno dva tisoč let kasneje. Iz Gornje Mezopotamije se je kmetovanje z doma pridelanimi semeni razširilo najprej na ostali del Levanta in nato v severno Afriko, Evropo in preko Mezopotamije proti vzhodu do Pakistana.
V preteklosti so arheologi predpostavljali, da je bilo kmetijstvo predpogoj za stalno naselitev prebivalstva. Izkopavanja v Izraelu in Libanonu so presenetila znanost in pokazala, da se je stalna naselitev začela pred kmetijstvom (natufijska kultura). Nadaljnja presenečenja so sledila v devetdesetih letih s spektakularnimi najdbami megalitskih zgradb  v Göbekli Tepeju na jugovzhodu Turčije. Najzgodnejše od teh očitno obrednih zgradb so bile zgrajene pred letom 9000 pr. n. št., se pravi več kot pet tisoč let pred Stonehengem, in so absolutno najstarejše znane megalitske strukture na svetu. Do zdaj zbrano znanje kaže, da takrat še ni bilo trdnih kmečkih skupnosti. Zdi se, da je bilo kmetovanje še vedno poskusno in dopolnilo lova in nabiranja. (Pol)stalno naseljeni lovci/nabiralci so bili ali dovolj bogati ali dovolj organizirani, da so izvedli tako velike gradnje, ali pa so ogranizirane kmečke skupnosti obstajale precej dlje kot se domneva. Navsezadnje leži Göbekli Tepe samo 32 km od Karaca Dağa.
Vprašanja, ki jih je zastavil Göbekli Tepe, so privedla do intenzivnih in ustvarjalnih razprav med arheologi Bližnjega vzhoda. Izkopavanja v Göbekli Tepeju se nadaljujejo, saj je bilo doslej razkritih le približno 5 odstotkov najdišča. Sumerija naj bi se razvila iz samarske kulture  severne Mezopotamije.

### Zgodnja zgodovina
Uruško obdobje (okoli 4000 do 3100 pr. n. št.) je tudi v Gornji Mezopotamiji  trajalo od mezopotamske prazgodovinske bakrene dobe do zgodnje bronaste dobe.
Gornja Mezopotamija je bila središče staroveške Asirije, ustanovljene okoli 25. stoletja pr. n. št. Od 24. stoletja pr. n. št. je bila del Akadskega cesarstva, ki je bilo razdeljeno v tri obdobja: Staroasirsko cesarstvo  (okoli  2050–1750 pr. n. št.), Srednjeasirsko cesarstvo (1365–1020 pr. n. št.) in Novoasirsko cesarstvo (911–605 pr. n. št.).
Regija je leta 605 pr. n. št. prišla pod oblast asirskih bratrancev Babiloncev, in leta 539 pr. n. št. postala del Ahemenidskega cesarstva. Ahemenidska Asirija je bila znana kot Athura. Od leta 323 pr. n. št. so v Asiriji vladali grški Selevkidi in njeno ime popačili v Sirija. Ime se je nanašalo tudi na Aram. 
Selekidom so sledili Parti in Rimljani. Oboji so jo preimenovali. V Sasanidskem cesarstvu se je do islamske zasedbe imenovala Asōristān, muslimani pa so jo po zasedbi preimenovali v al-Džaziro.
Al-Džazira je bila že pred islamsko oziroma arabsko zasedbo gospodarsko uspešna regija. V njej so pridelovali sadje in žito in proizvajali tkanine. Zaradi geografske lege na meji med Sasanidskim in Bizantinskim cesarstvom je bil pomembno trgovsko središče. Svoje prednosti  je obdržala tudi po muslimanski osvojitvi Perzije in bizantinskih posesti v Levantu. 
Al-Džazira je vključevala tudi rimski/bizantinski provinci Osroena in Mezopotamija in perzijske province Asoristan, Arbajestan, Nisibis in Mosul.

### Islamska cesarstva
Osvajanje regije je potekalo pod zgodnjim kalifatom. Splošna uprava v regiji je ostala nedotaknjena, z izjemo uvedbe glavarine (džizja). V času Muavije I., guvernerja Sirije in pozneje prvega omajadskega kalifa, je bila uprava al-Džazire vključena v upravo Sirije. V času zgodnjega Omajadskega kalifata je imela al-Džazire pogosto skupno  upravo z Arminijo, obsežne provinco, ki je obsegala večji del Zakavkazja in iranskega Azerbajdžana.
Zaradi blaginje in visoke kmetijske in druge  proizvodnje je Gornja Mezopotamija postala cilj voditeljev zgodnjih osvajalskih arabskih vojsk. Različni osvajalci so poskušali povezati različna mesta nekdanjih sasanidskih in novoosvojenih bizantinskih provinc Mezopotamije v celoto pod svojop oblastjo, vendar jim to ni uspelo. 
Nadzor nad regijo je bil bistveno pomemben za vsako oblast s središčem v Bagdadu, zato je prišla al-Džazira po ustanovitvi Abasidskega kalifata pod neposredno oblast Bagdada. V tem času je bila al-Džazira ena od davčno najbolj donosnih provinc Abasidskega cesarstva.
V zgodnji zgodovini islama je al-Džazira postala središče haridžitskega gibanja, ki so ga morali različni kalifi nenehno podrejati. V 920. letih je lokalna dinastija Hamdanidov ustanovila avtonomno državo z dvema vejama:  v al-Džaziri pod Nasirjem al-Daulo in v severni Siriji pod Sajfom al-Daulo. Propad moči Hamdanidov je regijo vrnil pod uradno vladavino bagdadskih kalifov, medtem ko je bila dejanska oblast v rokah bratov Bujidov, ki so kasneje osvojili sam Bagdad. Na prelomu 11. stoletja je območje prešlo pod oblast številnih lokalnih dinastij Numajridov, Mirdasidov in Ukajlidov, ki so se obdržale na oblasti  do seldžuških osvajanj.
Po prvi križarski vojni (1095-1099) je zahodni del al-Džazire prišel pod križarsko oblast kot Grofija Edesa. V neosvojenem vzhodnem delu so vladali delno neodvisni turški vladarji, dokler niso na oblast prišli Zengidi in za njimi Ajubidi. Za njimi so v severnih in vzhodnih delih vladali najprej Artukidi, kasneje pa turkmenski Kara Kojunluji in Akkojunluji in nazadnje Safavidi. Zahodni deli so postali del egiptovskega Mameluškega sultanata in ostali pod njegovo oblastjo do osmansko-mameluške vojne (1516-1517), v kateri je zmagalo Osmansko cesarstvo.  Ostali del regije je prišel pod osmansko oblast po osmansko-safavidski vojni (1532–1555).

### Kasnejša zgodovina
Regija je tradicionalna domovina avtohtonih asirskih, aramejsko govorečih krščanskih potomcev starodavnih Mezopotamcev. V sirsko Al-Džaziro je po asirskem genocidu v prvi svetovni vojni iz Osmanskega cesarstva zbežalo na tisoče asirskih beguncev. Leta 1933 je po simelskem masakru v mosulski regiji v severnem Iraku v Sirijo zbežalo še 24.000 asirskih kristjanov.
Nasilje nad kristjani je spremenilo demografsko stanje Gornje Mezopotamije. V armenskem in asirskem genocidu so z osmanskimi oblastmi sodelovala tudi nekatera kurdska in perzijska plemena. Sredi 19. stoletja in med vojnami kurdskih emirjev s Turki so Kurdi pobili veliko kristjanov na območju Siirta.
Po uradnih francoskih poročilih je bilo v sirski al-Džaziri pred letom 1927 kvečjemu 45 kurdskih vasi. Po spodletelih kurdskih uporih v Republiki Turčiji sredi 1920. let je v sirsko al-Džaziro zbežalo približno 25.000 Kurdov. Takratne francoske oblasti v Siriji so spodbujele njihovo priseljevanje in vsem beguncem podelile sirsko državljanstvo. Nov val beguncev je prišel leta 1929. Francoske mandatorne oblasti so še naprej spodbujale priseljevanje Kurdov v Sirijo. Število njihovih vasi se je do leta 1939 povečalo na 700 do 800. Francoska geografa Fevret and Gibert sta ocenila, da je bilo leta 1953 od 146.000 prebivalcev al-Džazire 60.000 (41%)  kurdskih kmetov, 50.000 (34%) nomadskih Arabcev in četrtina kristjanov.  Ocena Johna Hopea Simpsona kaže, da je bilo konec 1930. let v sirski al-Džaziri od 100.000 prebivalcev okoli 20.000 Kurdov.
Med francoskim mandatom v Siriji  so francoske oblasti razen tega, da so vsem kurdskim beguncem podelile sirsko državljanstvo, tudi po načelu deli in vladaj spodbujale njihovo avtonomijo. V svojo lokalno vojsko so vključile veliko število Kurdov in vojakov drugih manjšin, med njimi Alavitov in Druzov.
Asirski kristjani so po amudskem pokolu 9. avgusta 1937 začeli odhajati iz Sirije. Pokol je organiziral Kurd Saed Aga in iz mesta izgnal vso asirsko prebivalstvo. Leta 1941 je bila hudim pritiskom podvržena asirska skupnost v al-Malikiji. Napad nanjo sicer ni uspel, teroriziranje pa je veliko Asircev prisililo na odhod iz mesta. Priseljevanje Kurdov iz Turčije na to območje je al-Malikijo, al-Darbasijo in Amudo spremenilo v popolnoma kurdska mesta. Po priključitvi k Turčiji in odhodu krščanskega prebivalstva je enako usodo doživelo tudi zgodovinsko pomembno krščansko mesto Nusajbin na meji s Sirijo. Begunci so odšli v Sirijo in se naselili v  Qamišliju, ki ga samo železniška proga  kot nova meja ločuje od Nusajbina. Nusajbin je postal povsem kurdski, Qamišli pa asirski. Stanje se je kmalu spremenilo s priseljevanje Kurdov, ki se je začelo leta 1926 po neuspelem uporu Saeda Ali Naqšbandija proti turškim oblastem.

### Sedanje stanje
Džazira je ena od štirih diocez Sirske pravoslavne cerkve. Druge tri so Alep, Homs-Hama in Damask